# Fome de 1958–1975 em Wollo–Tigray

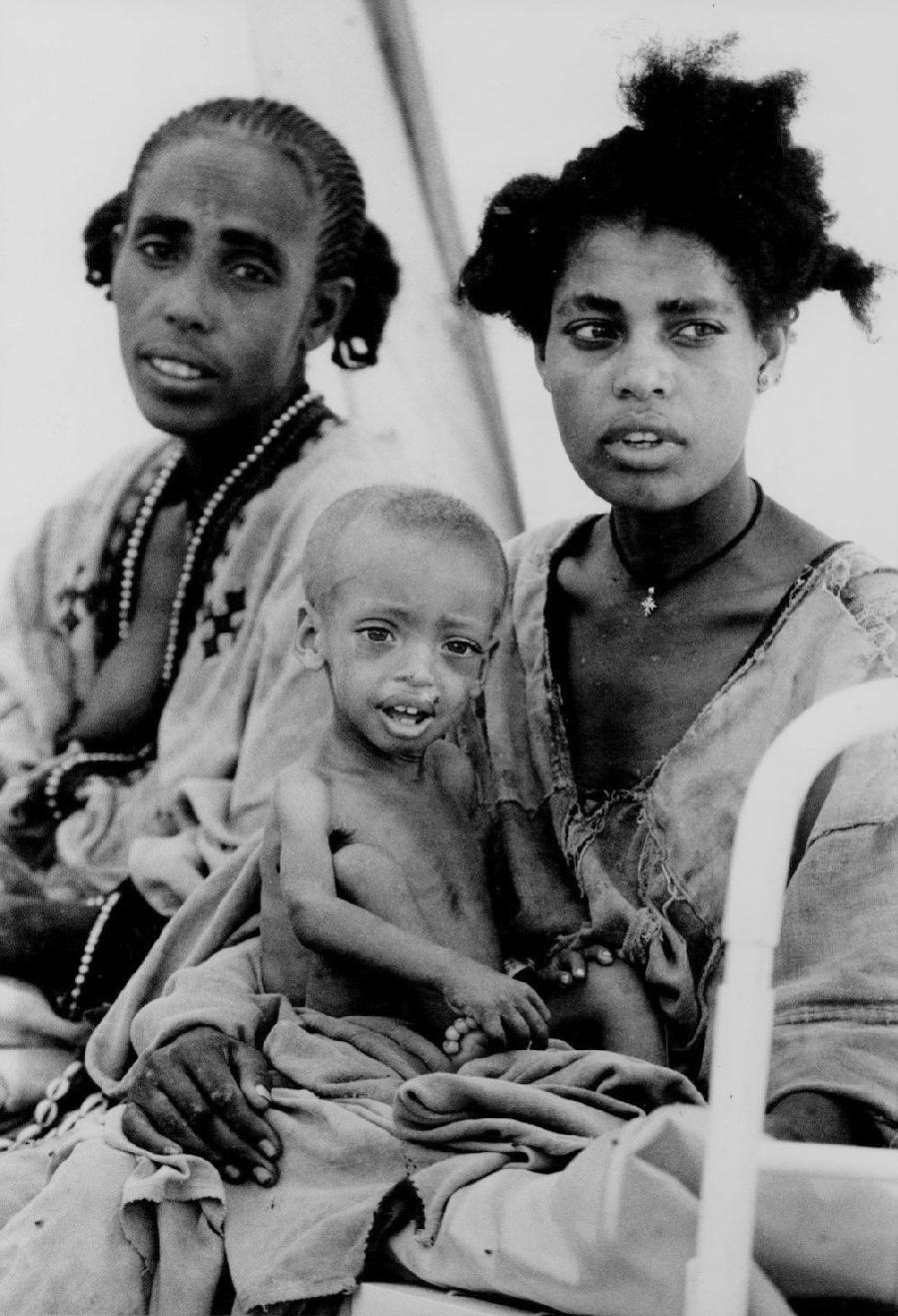
Mãe com filho faminto na região de Amhara, c. 1973.

A fome de Wollo-Tigray de 1958-1975, também conhecida como fome de Wollo–Tigray, foi provinciana e, posteriormente, ampliou para uma série nacional de fomes no Império Etíope durante o reinado do imperador Haile Selassie. A primeira fome foi relatada na província de Tigray em 1958, após prolongada negligência do governo imperial por anos até um relatório da fome de Were Ilu ao Ministério do Interior em 1965. Em novembro de 1965, depois que a situação veio à tona, a informação chegou ao Imperador em 320 dias, e o Imperador reforçou o Ministério do Interior para responder aos funcionários locais de Wollo por alistar as vítimas da fome.
A fome devastou amplamente as duas províncias, bem como áreas convergentes, como a região árida habitada por afares no início de 1972. Durante os anos de 1972 e 1973, a fome matou entre 40 000 e 80 000 pessoas. Em resposta, o governo iniciou a Comissão de Ajuda e Reabilitação, um departamento que visava reduzir a gravidade da fome e coordenar a assistência internacional.
A fome levou à mobilização de pastoralistas e nômades em geral, ao mesmo tempo em que atraía vantagens para os senhores feudais que forçavam os locatários a pagar altos aluguéis enquanto escoltavam seu séquito de guardas armados.
A fome de Wollo é considerada a principal causa do colapso do governo de Haile Selassie. Estima-se que o número de mortos atingiu 250.000 pessoas em 1975. Isso juntou a revolução camponesa na Etiópia, continuada pelo sucessivo regime Derg. Notável de tal incidente foi a rebelião de Dejazmach Berhane Meskel, que investiu contra os antigos latifundiários e as forças de segurança do governo, bem como atacou o governo Derg por anos.

## Evento

### Fome de Wollo-Tigray
A primeira onda de fome ocorreu na Província de Tigray em 1958, sem ajuda governamental significativa. Em 1965/1966, o relatório da fome em Were Ilu chegou ao Ministério do Interior em novembro de 1965, um mês depois que a situação foi denunciada à polícia sem qualquer medida. A informação levou 320 dias para chegar ao Imperador, que então reforçou o Ministério para responder às autoridades locais de Wollo para alistar as vítimas da fome. Houve também um pequeno esforço de socorro em relação aos problemas de segurança.
Os anos de 1958 e 1965/1966 mataram dezenas de milhares de pessoas durante a fome. Durante o ano de 1972/1973, Wollo foi atingido pela fome matando entre 40 000 e 80 000 pessoas. Em resposta, o governo estabeleceu um departamento chamado Comissão de Ajuda e Reabilitação para reduzir fomes futuras e coordenar a assistência internacional. A fome em Wollo, amplamente atribuída à seca, foi resultado direto da resposta retrógrada governamental, do sistema social empobrecido e encobrimento do governo.
A fome também afetou os pastores afares durante o início de 1972. Os afares usavam posição sobre a grande área para sustentar seus rebanhos. A seca os obrigou a se mudar para o vale de Tcheffa, na escarpa do vale do rift, e pastar ao longo do delta interior do rio Awash, onde a água foi abandonada no deserto. O vale foi o local de cultivo de sorgo na década de 1960, onde pequenos agricultores nas proximidades se mudaram para a área para o comércio. Enquanto isso, grandes plantações de algodão se desenvolveram ao longo do rio Awash. Em 1972, 50 000 hectares de terras irrigadas haviam deslocado 20 000 pastores afares. No início da década de 1970, a mobilidade dos afares foi restringida pelo fornecimento de armamento para seus vizinhos nômades e concorrentes, os Issa que eram de etnia somali.
O segundo grupo que sofria com a fome severa eram os agricultores residentes na altitude média da província de Wollo, centro-norte, que eram arrendatários. Os Raya e Azebo Oromos, que eram posição dominante na oposição durante a Rebelião Woyane, sofreram alienação de terras, enquanto outros foram forçados a hipotecar ou vender suas terras em resposta aos fracassos de colheitas que os afligiram no início dos anos 1970. Os proprietários aproveitavam-se da miséria dos inquilinos, obrigando-os a pagar aluguéis altos, muitas vezes em espécie. A demanda realmente se transformou pela coerção à medida que os proprietários influentes contavam com uma comitiva de guardas armados. Como resultado, a área da fome exportou grãos para a capital da província, Dessie e Adis Abeba em 1973.
No último ponto, os camponeses e nômades de Wollo começaram a sabotar a reputação de Haile Selassie devido a fome e resolveram ignorá-lo.

### Rebeliões do Norte de 1975
A fome de Wollo contribuiu para o colapso do governo de Haile Selassie, não apenas a fome entre os camponeses e nômades, mas também entre os estudantes e as classes médias de Adis Abeba. No início da década de 1970, houve uma revolução camponesa envolvendo líderes feudais em cada uma das províncias do norte; a revolta do grupo Wollo foi liderada por um senhor feudal Dejazmach Berhane Meskel.
A força de Berhane acabou sendo derrotada pela milícia Derg e pelos ataques da força aérea perto de Woldiya em dezembro de 1975, mas a rebelião contra o governo prosseguiu por anos.